# Valdemarsvik
Valdemarsvik est une petite ville suédoise, située sur la mer Baltique dans le comté de Östergötland. Elle est le chef-lieu administratif de la commune de Valdemarsvik.